# Prix Crafoord
Ne doit pas être confondu avec Prix Crawford.
Le prix Crafoord est un prix scientifique remis par l'Académie royale des sciences de Suède et la fondation Crafoord dans les disciplines qui ne sont pas éligibles au prix Nobel. Il distingue chaque année, depuis 1982, alternativement et dans l'ordre suivant, une des quatre disciplines suivantes :
- les mathématiques et l'astronomie, qui sont deux prix décernés la même année depuis 2012 et non plus en alternance comme précédemment ;
- la géologie, étendue aux géosciences à partir de 2011 ;
- la biologie, étendue aux biosciences à partir de 2011, avec une attention particulière pour l'écologie ;
- l'étude des polyarthrites.

Le prix consiste en une médaille en or et une somme d'environ 500 000 euros. Le prix Crafoord est considéré équivalent à un prix Nobel en géosciences. En mathématiques, la médaille Fields est jugée plus prestigieuse bien que ne s'adressant qu'à des chercheurs de moins de 40 ans.

## Histoire
Le prix Crafoord est créé en 1980 par l'industriel suédois Holger Crafoord (lié au développement du rein artificiel) et sa femme Anna-Greta Crafoord. Il est administré et remis par l'Académie royale des sciences de Suède. Il a pour objectif de récompenser et de promouvoir la recherche dans les disciplines scientifiques qui ne sont pas éligibles aux prix Nobel remis par cette même académie. Ces domaines sont :
- les mathématiques et l'astronomie;
- la géologie ;
- la biologie, avec une mention particulière pour l'écologie ;
- plus spécifiquement, et seulement quand un progrès remarquable le justifie, l'étude des polyarthrites comme la polyarthrite rhumatoïde[2], dont souffrait Holger Crafoord.

Le prix est attribué chaque année alternativement à l'une des quatre disciplines, dans l'ordre précité. Une même discipline est ainsi récompensée, sauf exception, tous les quatre ans. Les mathématiques et l'astronomie sont censées alterner, un seule des deux disciplines étant récompensée la même année.
Le prix Crafoord est remis pour la première fois en 1982, en mathématiques. En 2011, les périmètres des disciplines sont redéfinis. La géologie est étendue aux géosciences et la biologie aux biosciences. À partir de 2012, deux récompenses sont remises conjointement la même année pour les mathématiques et l'astrophysique.

## Contenu du prix
Le prix consiste en une médaille en or et en une somme d'argent dont le but est de permettre au lauréat de poursuivre ses recherches. En 2024, le montant remis est de 6 000 000 couronnes suédoises (environ 500 000 euros).
Quand le prix est attribué à plusieurs lauréats, ceux-ci se partagent le montant.

## Renommée
Le prix Crafoord est considéré l'équivalent du prix Nobel en géosciences. 
En mathématiques, la médaille Fields est jugée plus prestigieuse bien que ne s'adressant qu'à des chercheurs de moins de 40 ans. Le prix Crafoord est parfois qualifié de « Nobel alternatif » en mathématiques et astronomie.

## Liste des récipiendaires
| Année | Discipline    | Lauréat                                                | Nationalité                      | Travaux primés |
| ----- | ------------- | ------------------------------------------------------ | -------------------------------- | --- |
| 1982  | Mathématiques | Vladimir Arnold Louis Nirenberg                        | URSS États-Unis                  | Équations différentielles non-linéaires. |
| 1983  | Géologie      | Edward Lorenz Henry Stommel                            | États-Unis États-Unis            | Géophysique et hydrodynamique de l'atmosphère et des océans. |
| 1984  | Biologie      | Daniel Janzen (en)                                     | États-Unis                       | « pour ses recherches stimulantes et imaginatives sur la coévolution, lesquelles ont inspiré plusieurs chercheurs à poursuivre leurs travaux dans ce domaine ». |
| 1985  | Astronomie    | Lyman Spitzer                                          | États-Unis                       | Physique du milieu interstellaire et particulièrement les résultats obtenus avec le satellite Copernicus. |
| 1986  | Géologie      | Claude Allègre Gerald Wasserburg                       | France États-Unis                | Développement de la géochimie isotopique et les interprétations géologiques qui en découlent. |
| 1987  | Biologie      | Eugene Odum Howard T. Odum                             | États-Unis                       | Écologie des systèmes et des écosystèmes. |
| 1988  | Mathématiques | Pierre Deligne Alexandre Grothendieck                  | Belgique France                  | Géométrie algébrique. |
| 1989  | Géologie      | James Van Allen                                        | États-Unis                       | Exploration spatiale et en particulier la découverte des particules piégées dans le champ géomagnétique formant les ceintures de Van Allen. |
| 1990  | Biologie      | Paul R. Ehrlich Edward Wilson                          | États-Unis États-Unis            | Dynamique et génétique des populations fragmentées. |
| 1991  | Astronomie    | Allan Sandage                                          | États-Unis                       | Études des galaxies, de leurs populations d'étoiles, d'amas et de nébuleuses, de leur évolution, de la relation vitesse-distance (ou constante de Hubble) et de son évolution dans le temps.                                                                        |
| 1992  | Géologie      | Adolf Seilacher                                        | Allemagne                        | Exploitation des données géologiques pour l'étude de l'évolution de la vie en interaction avec l'environnement. |
| 1993  | Biologie      | William Donald Hamilton Seymour Benzer                 | Royaume-Uni États-Unis           | Évolution et comportement - Étude génétique et neurophysiologique chez les mouches des fruits. |
| 1994  | Mathématiques | Simon Donaldson Shing-Tung Yau                         | États-Unis États-Unis            | Recherches fondamentales en géométrie quadridimensionnelle par l'usage d'instants. Développement de techniques non linéaires en géométrie différentielle. |
| 1995  | Géologie      | Willi Dansgaard Nicholas Shackleton                    | Danemark Royaulme-Uni            | Développement et application des méthodes d'analyse isotopique pour l'étude des variations climatiques au Quaternaire. |
| 1996  | Biologie      | Robert May                                             | Australie                        | Recherches en écologie. |
| 1997  | Astronomie    | Fred Hoyle Edwin Salpeter                              | Royaume-Uni Australie            | Processus nucléaires dans les étoiles et évolution stellaire. |
| 1998  | Géologie      | Don Anderson Adam Dziewonski                           | États-Unis États-Unis            | Détermination des structures et processus à l'intérieur de la Terre. |
| 1999  | Biologie      | Ernst Mayr John Maynard Smith George C. Williams       | Allemagne Royaume-Uni États-Unis | Développement d'une perspective moderne de la théorie de l'évolution - Biologie évolutionniste. |
| 2000  | Polyarthrite  | Marc Feldmann Ravinder N. Maini                        | Royaume-Uni Royaume-Uni          | Définition du TNF-alpha comme cible thérapeutique dans la polyarthrite rhumatoïde. |
| 2001  | Mathématiques | Alain Connes                                           | France                           | Travaux sur la théorie des algèbres d'opérateur et pour avoir été l'un des fondateurs de la géométrie non commutative. |
| 2002  | Géologie      | Dan Peter McKenzie                                     | Royaume-Uni                      | Compréhension de la dynamique de la lithosphère, particulièrement de la tectonique des plaques, de la formation des bassins sédimentaires et de la fusion du manteau.                                                                                               |
| 2003  | Biologie      | Carl Woese                                             | États-Unis                       | Découverte des Archaea formant ainsi un troisième groupe de l'Arbre de vie. |
| 2004  | Polyarthrite  | Eugene Butcher Timothy Springer                        | États-Unis États-Unis            | Études des mécanismes moléculaires impliqués dans la migration des globules blancs entre bonne santé et maladie. |
| 2005  | Astronomie    | James Gunn James Peebles Martin Rees                   | États-Unis Royaume-Uni           | Compréhension de la structure de l'Univers à grande échelle. |
| 2006  | Géologie      | Wallace Broecker                                       | États-Unis                       | Cycle du carbone dans le système atmosphère-biosphère et influence sur le climat de la Terre. |
| 2007  | Biologie      | Robert Trivers                                         | États-Unis                       | Évolution sociale chez les animaux — coopération et conflits. |
| 2008  | Astronomie    | Rashid Sunyaev                                         | Russie                           | Contributions décisives à l'astrophysique des hautes énergies et à la cosmologie, en particulier aux processus et à la dynamique autour des trous noirs et des étoiles à neutrons et à la démonstration du pouvoir diagnostique des structures dans le fond diffus. |
| 2008  | Mathématiques | Maxime Kontsevitch Edward Witten                       | France États-Unis                | Contributions importantes aux mathématiques inspirées par la physique théorique moderne. |
| 2009  | Polyarthrite  | Charles Dinarello Tadamitsu Kishimoto Toshio Hirano    | États-Unis Japon Japon           | Travaux pionniers visant à isoler les interleukines, à déterminer leurs propriétés et à explorer leur rôle dans l'apparition des maladies inflammatoires. |
| 2010  | Géologie      | Walter Munk                                            | États-Unis                       | Compréhension des circulations océaniques, marées et vagues, et leur rôle dans la dynamique planétaire. |
| 2011  | Biosciences   | Ilkka Hanski                                           | Finlande                         | Effet des variations spatiales sur la dynamique des populations animales et végétales. |
| 2012  | Astronomie    | Reinhard Genzel Andrea Ghez                            | Allemagne États-Unis             | Observations des étoiles en orbite autour du centre galactique, indiquant la présence d'un trou noir supermassif. |
| 2012  | Mathématiques | Jean Bourgain Terence Tao                              | Belgique Australie               | Travaux novateurs en analyse harmonique, en équations aux dérivées partielles, en théorie ergodique, en théorie des nombres, en théorie combinatoire, en analyse fonctionnelle et en informatique théorique.                                                        |
| 2013  | Polyarthrite  | Peter Gregersen Lars Klareskog Robert Winchester       | États-Unis Suède États-Unis      | Découverte du rôle des facteurs génétiques et leur interaction avec les facteurs environnementaux dans la pathogénèse, le diagnostic et la prise en charge clinique de la polyarthrite rhumatoïde                                                                   |
| 2014  | Géosciences   | Peter Molnar                                           | États-Unis                       | Compréhension de la géodynamique, en particulier la déformation des continents et la structure et l'évolution des chaînes de montagnes. |
| 2015  | Biosciences   | Richard Lewontin Tomoko Ohta                           | États-Unis Japon                 | Développement des études sur le polymorphisme génétique. |
| 2016  | Astronomie    | Roy Kerr Roger Blandford                               | Nouvelle-Zélande Royaume-Uni     | Apports majeurs sur les trous noirs en rotation et leurs conséquences astrophysiques. |
| 2016  | Mathématiques | Yakov Eliashberg                                       | États-Unis                       | Développement de la topologie de contact et de la topologie symplectique et découvertes révolutionnaires sur les phénomènes de rigidité et de flexibilité. |
| 2017  | Polyarthrite  | Shimon Sakaguchi Fred Ramsdell Alexander Rudensky      | Japon États-Unis Russie          | Découvertes relatives aux cellules T régulatrices, qui s'opposent aux réactions immunitaires nocives dans l'arthrite et d'autres maladies auto-immunes. |
| 2018  | Géosciences   | Syukuro Manabe Susan Solomon                           | Japon États-Unis                 | Rôle des gaz traces dans le système climatique terrestre. |
| 2019  | Biosciences   | Sallie Chisholm                                        | États-Unis                       | Découverte et caractérisation de l'organisme opérant la photosynthèse le plus abondant sur Terre : Prochlorococcus. |
| 2020  | Astronomie    | Eugene Parker                                          | États-Unis                       | Études fondamentales sur le vent solaire et les champs magnétiques, de l'échelle stellaire à celle de la galaxie. |
| 2020  | Mathématiques | Enrico Bombieri                                        | Italie                           | Avancées dans tous les domaines majeurs des mathématiques, en particulier la théorie des nombres, l'analyse et la géométrie algébrique. |
| 2021  | Polyarthrite  | Daniel Kastner                                         | États-Unis                       | Définition du concept de maladie anto-inflammatoire. |
| 2022  | Géosciences   | Andrew Knoll                                           | États-Unis                       | Connaissance des 3 premiers milliards d'années de la vie sur Terre et de son interaction avec son environnement physique. |
| 2023  | Biosciences   | Dolph Schluter                                         | Canada                           | Avancées fondamentales en radiation évolutive et en spéciation environnementale. |
| 2024  | Astronomie    | Douglas Gough Jørgen Christensen-Dalsgaard Conny Aerts | Royaume-Uni Danemark Belgique    | Développement de techniques en astérosismologie et leur application à l'étude de l'intérieur du Soleil et autres étoiles. |
| 2024  | Mathématiques | Claire Voisin                                          | France                           | Avancées en géométrie algébrique et complexe, notamment la théorie de Hodge, les cycles algébriques et la géométire hyperkählérienne. |
| 2025  | Polyarthrite  | Christopher Goodnow (en) David Nemazee                 | Australie États-Unis             | Découvertes sur les méchanismes qui empêchent les lymphocytes B d'attaquer les cellules du corps dans les maladies auto-immunes. . |